# Вулиця Миколи Амосова (Київ)
Вулиця Мико́ли Амо́сова — вулиця в Солом'янському районі міста Києва, місцевість Протасів яр. Пролягає від вулиці Протасів Яр до Клінічної вулиці.

## Історія
Вулиця виникла наприкінці XIX століття (не пізніше 1898 року) як продовження Клінічної вулиці, мала назву Больнична, Дьяківська. З 1920-х років — узвіз Степана Разіна, з 1991 року — узвіз Протасів Яр. Сучасна назва на честь академіка Миколи Амосова — з 2003 року.

## Будівлі, що мають історичну або архітектурну цінність
- № 1 — дерев'яний будинок кінця XIX — початку XX століття;
- № 4 — будівля колишнього Бактеріологічного інституту, нині завод «Біофарма», 1896, архітектор К. Іванов;
- №  — будівля колишньої хірургічної клініки університету, нині Інститут фтизіатрії і пульмонології імені Ф. Г. Яновського, 1912–1914.

## Пам'ятники та меморіальні дошки
- буд. № 10 (Інститут фтизіатрії та пульмонології) — пам'ятник співробітникам Інституту фтизіатрії та пульмонології, полеглим у роки війни. Відкритий 1977 року, скульптор В. П. Фурсін.
- буд. № 10 (Інститут фтизіатрії та пульмонології) — пам'ятник Феофілу Яновському.
- буд. № 5 (Інститут епідеміології та інфекційних захворювань) — меморіальна дошка на честь Л. В. Громашевського, який працював у цьому інституті у 1953–1980 роках. Відкрито 6 листопада 1982 року, скульптор О. К. Редько, архітектор В. Г. Смірнов

Пам'ятник співробітникам інституту пульмонології, полеглим у роки Великої Вітчизняної війни
Пам'ятник Ф. Г. Яновському на території Інститут фтизіатрії і пульмонології (буд. № 10)
Пам'ятна дошка Л.В. Громашевському на будинку Інституту епідеміології та інфекційних хвороб (буд. № 5)
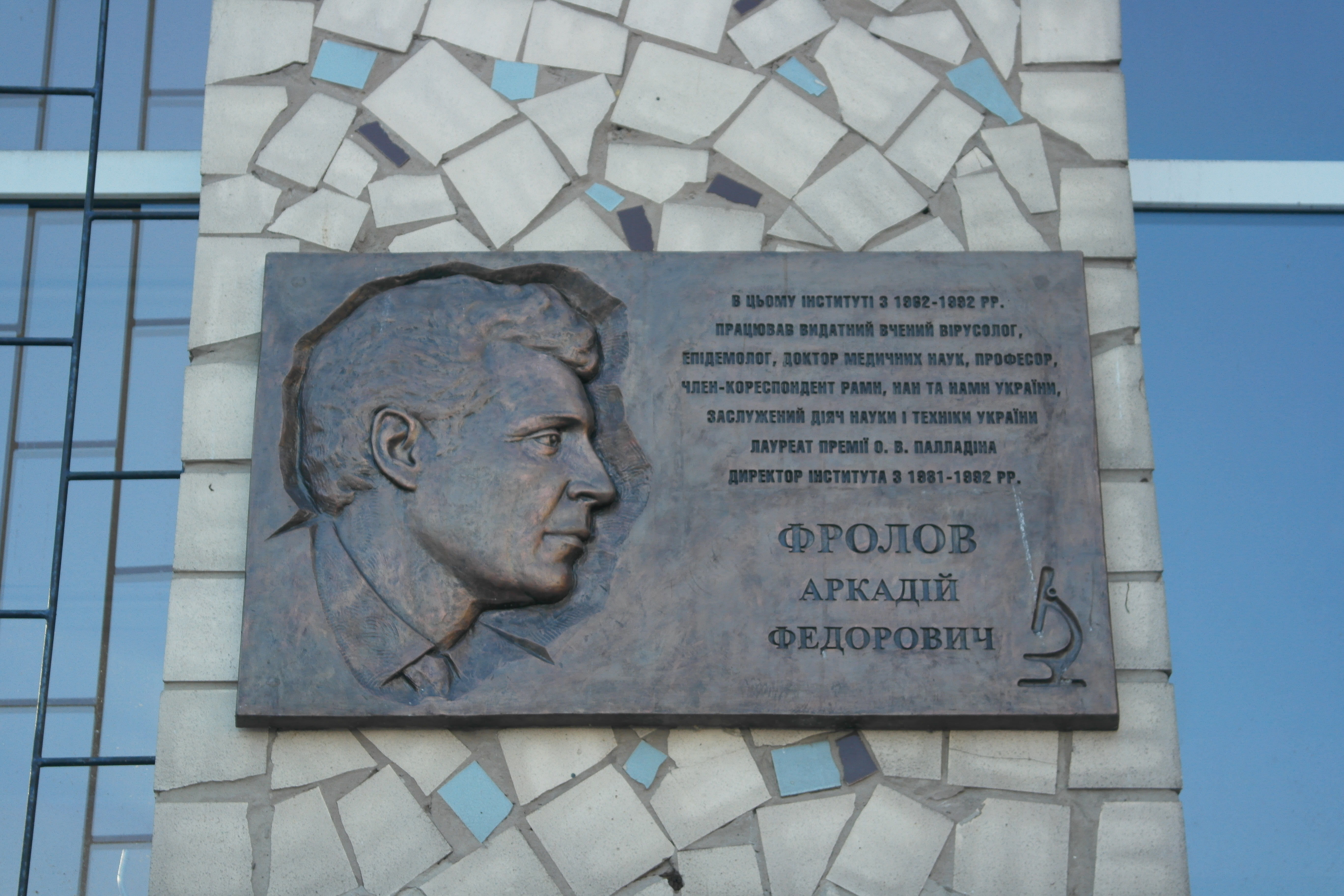
Пам'ятна дошка А.Ф. Фролову на будинку Інституту епідеміології та інфекційних хвороб (буд. № 5)

## Установи та заклади
- Інститут епідеміології та інфекційних захворювань ім. Л. В. Громашевського АМН України (№ 5)
- Український центр по профілактиці та боротьбі зі СНІДом (№ 5)
- Театр поезії «Мушля» (№ 5)
- Національний інститут серцево-судинної хірургії імені Миколи Амосова НАМН України (№ 6)
- Церква святого Миколая Чудотворця (№ 6, на території інституту серцево-судинної хірургії)
- Клінічна лікарня нафтопереробної промисловості України (№ 8)
- Національний інститут фтизіатрії і пульмонології імені Феофіла Яновського НАМН України (№ 10)

## Будинки на вулиці Миколи Амосова

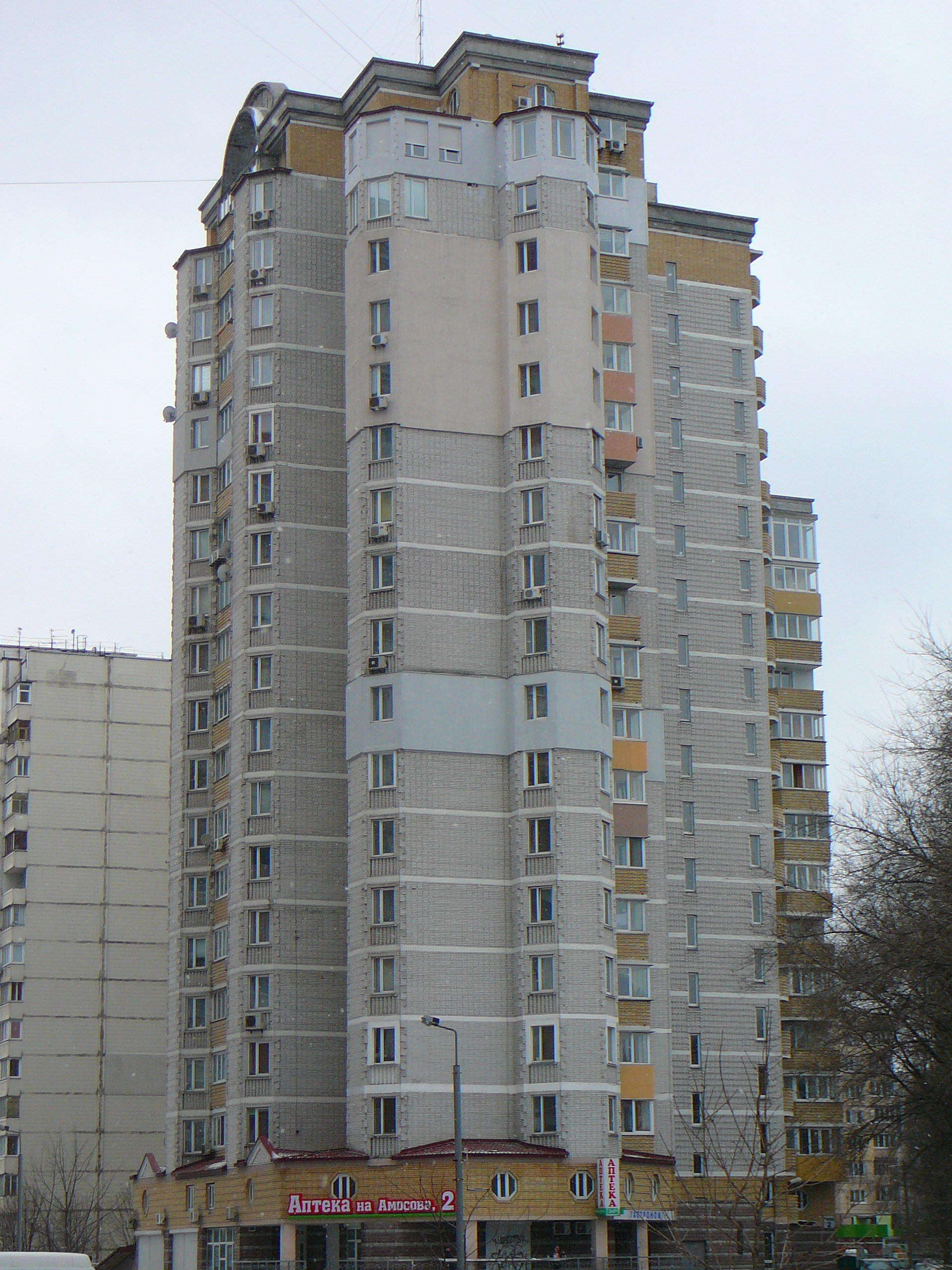
Житловий будинок, вул. Миколи Амосова, 2
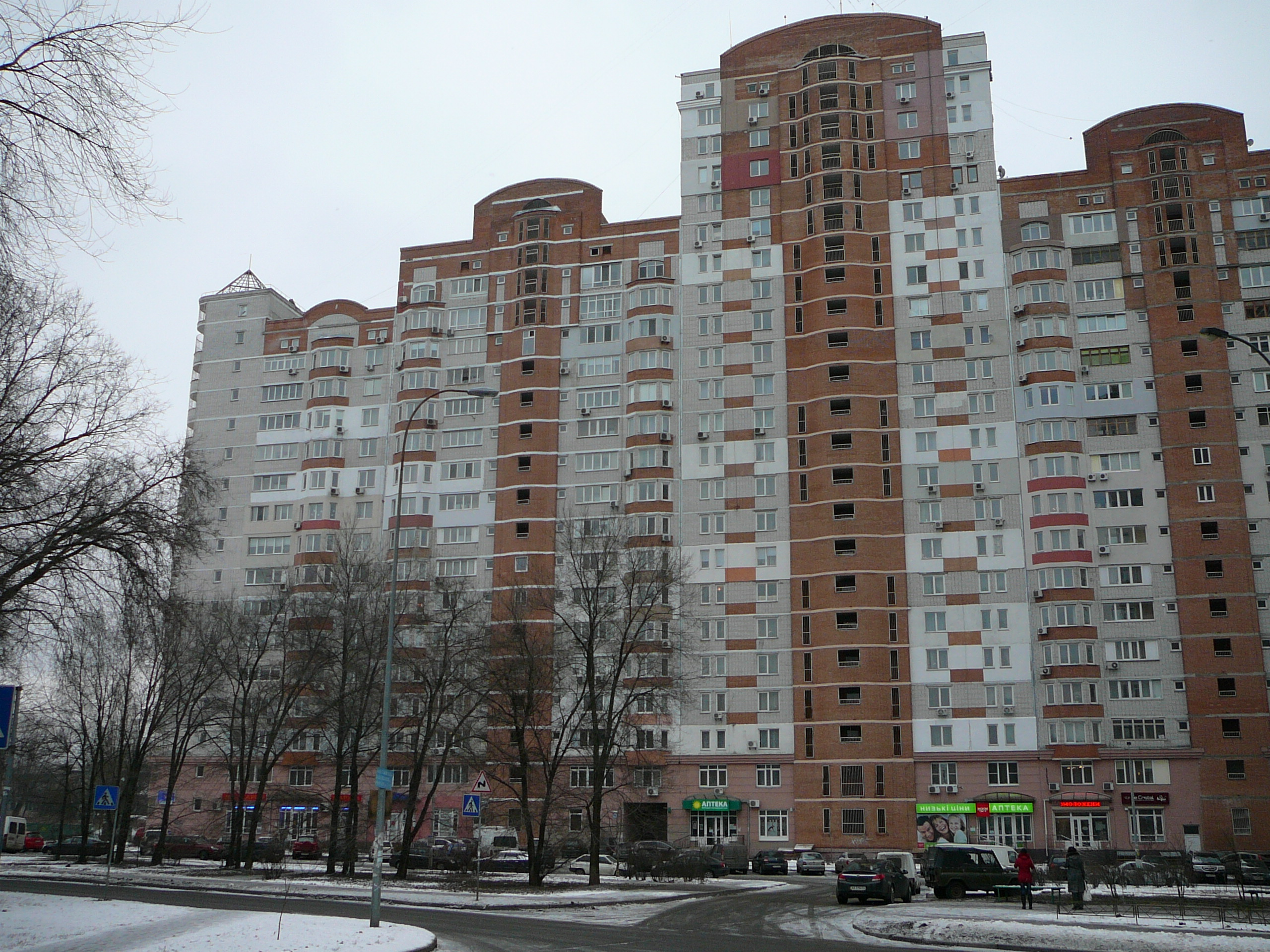
Житловий будинок, вул. Миколи Амосова, 4
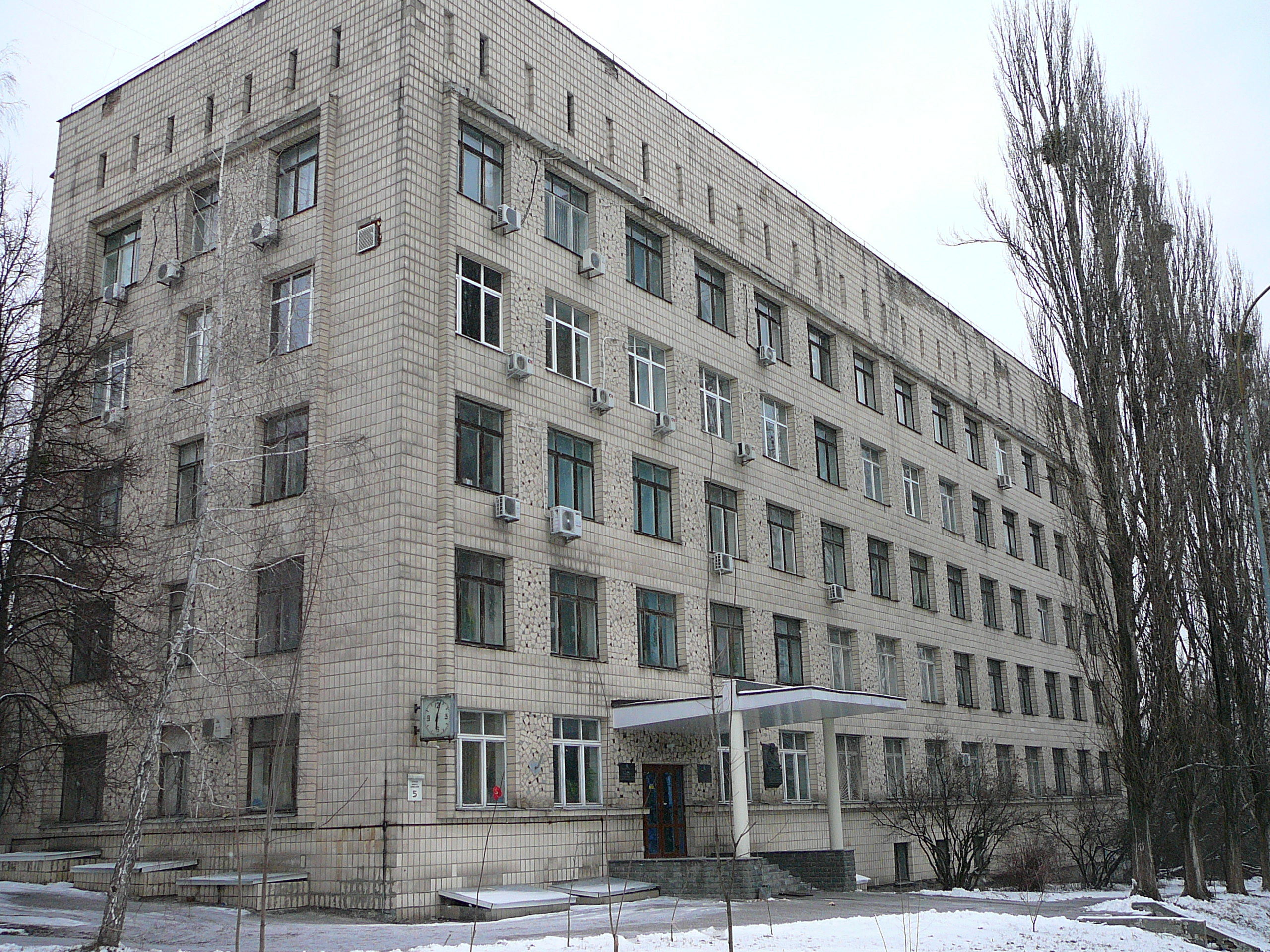
Інститут епідеміології та інфекційних хвороб ім. Л. В. Громашевського НАМН України, вул. Миколи Амосова, 5
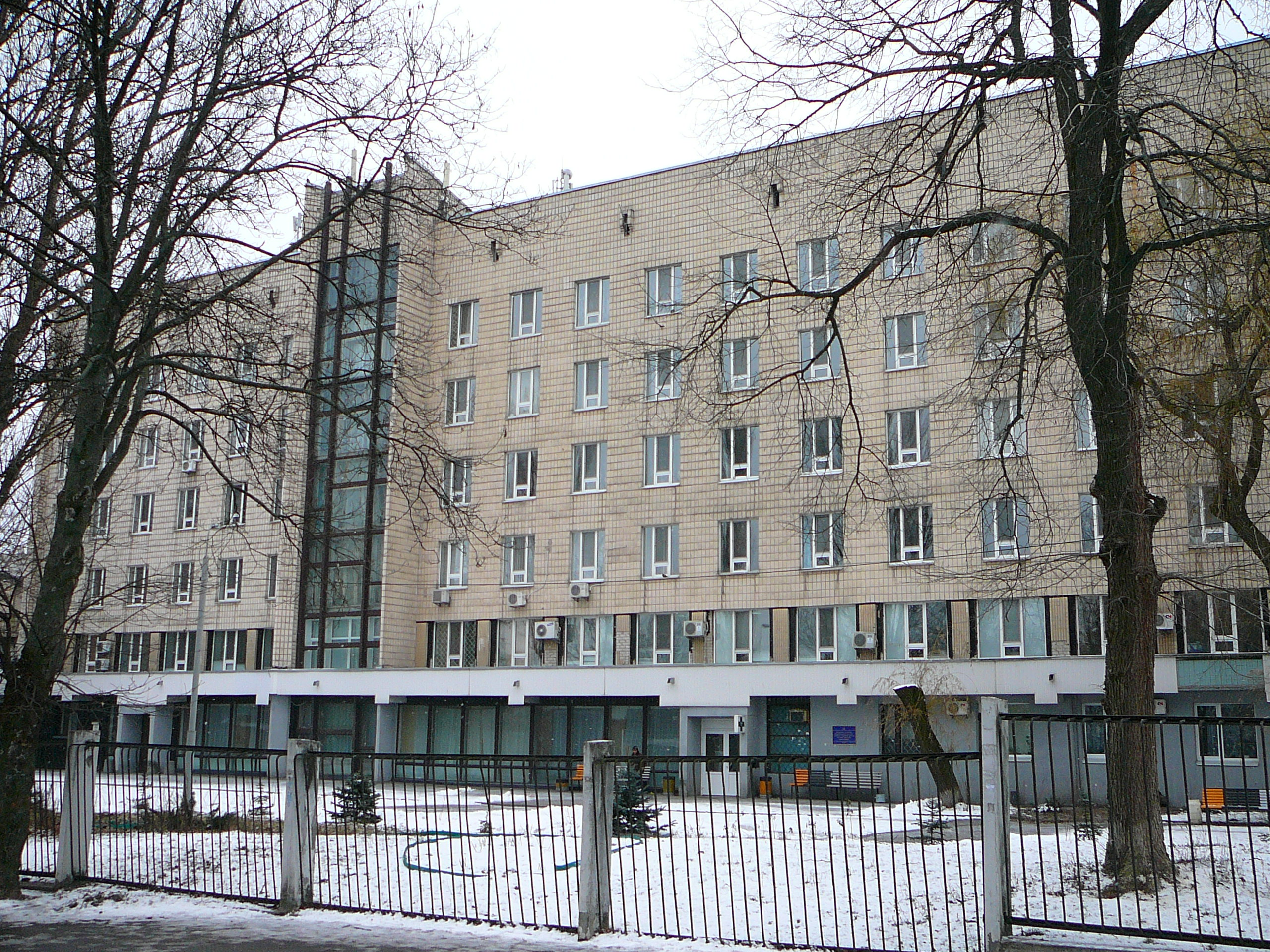
Національний інститут серцево-судинної хірургії ім. М. М. Амосова НАМН України, вул. Миколи Амосова, 6
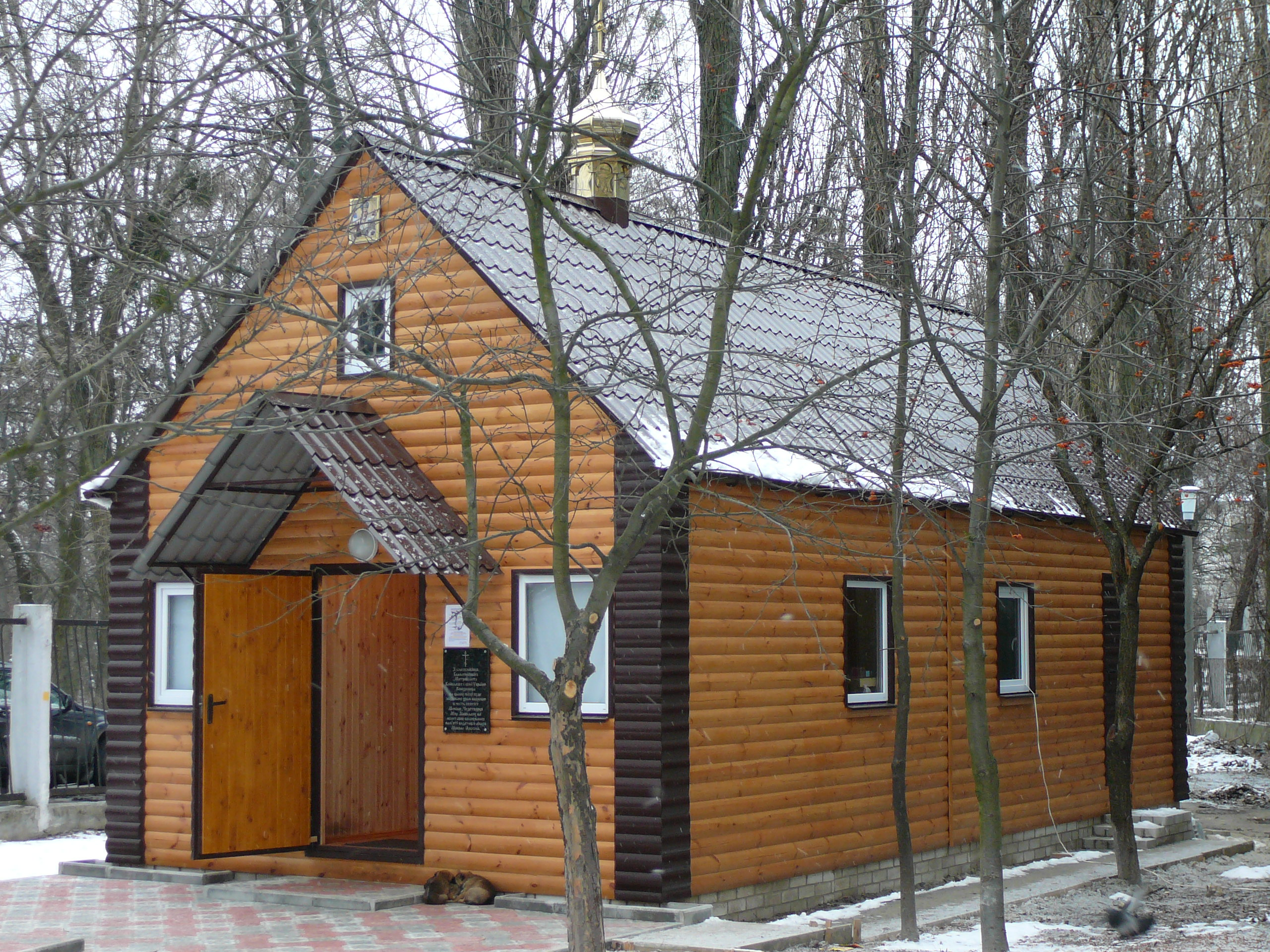
Храм Миколи Чудотворця на території інституту серцево-судинної хірургії ім. М. М. Амосова
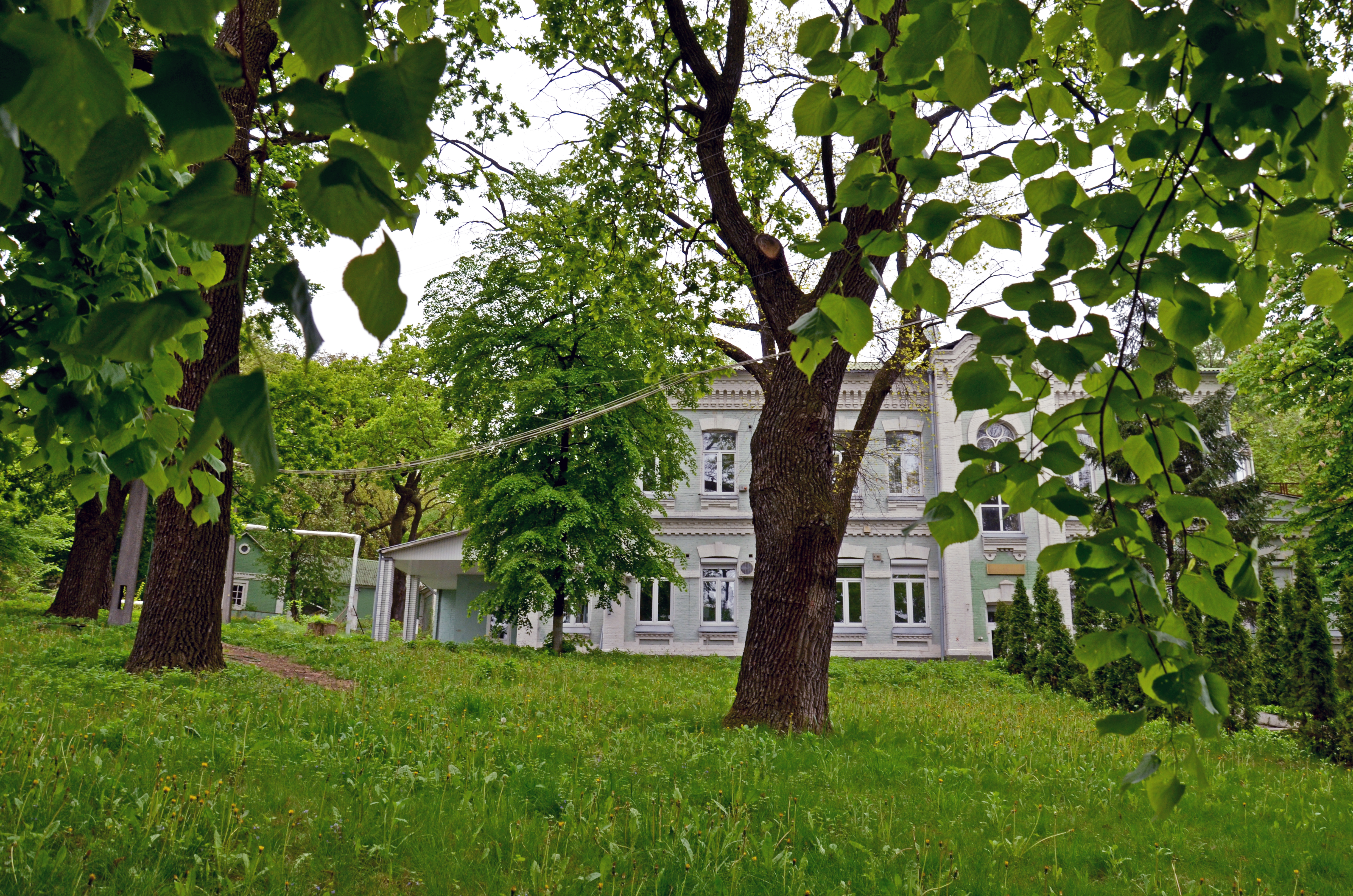
Старий (історичний) корпус бактеріологічного інституту, корпус в якому працювали В. К. Високович, О. Д. Павловський, В. В. Підвисоцький, О. Д. Тимофєєвський (1986 рік), вул. Миколи Амосова, 9
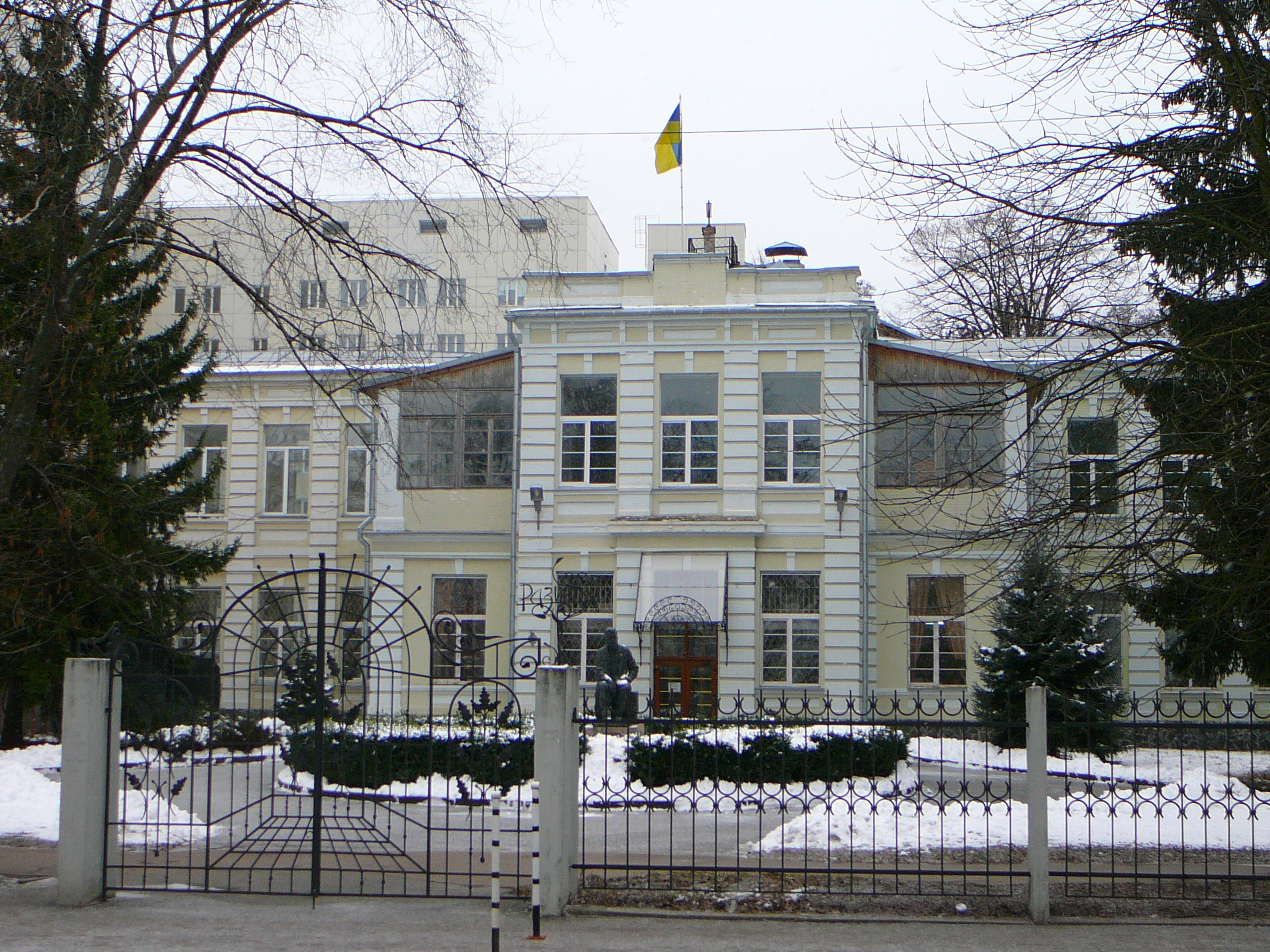
Інститут фтизіатрії і пульмонології ім. Ф. Г. Яновського НАМН України, вул. Миколи Амосова, 10
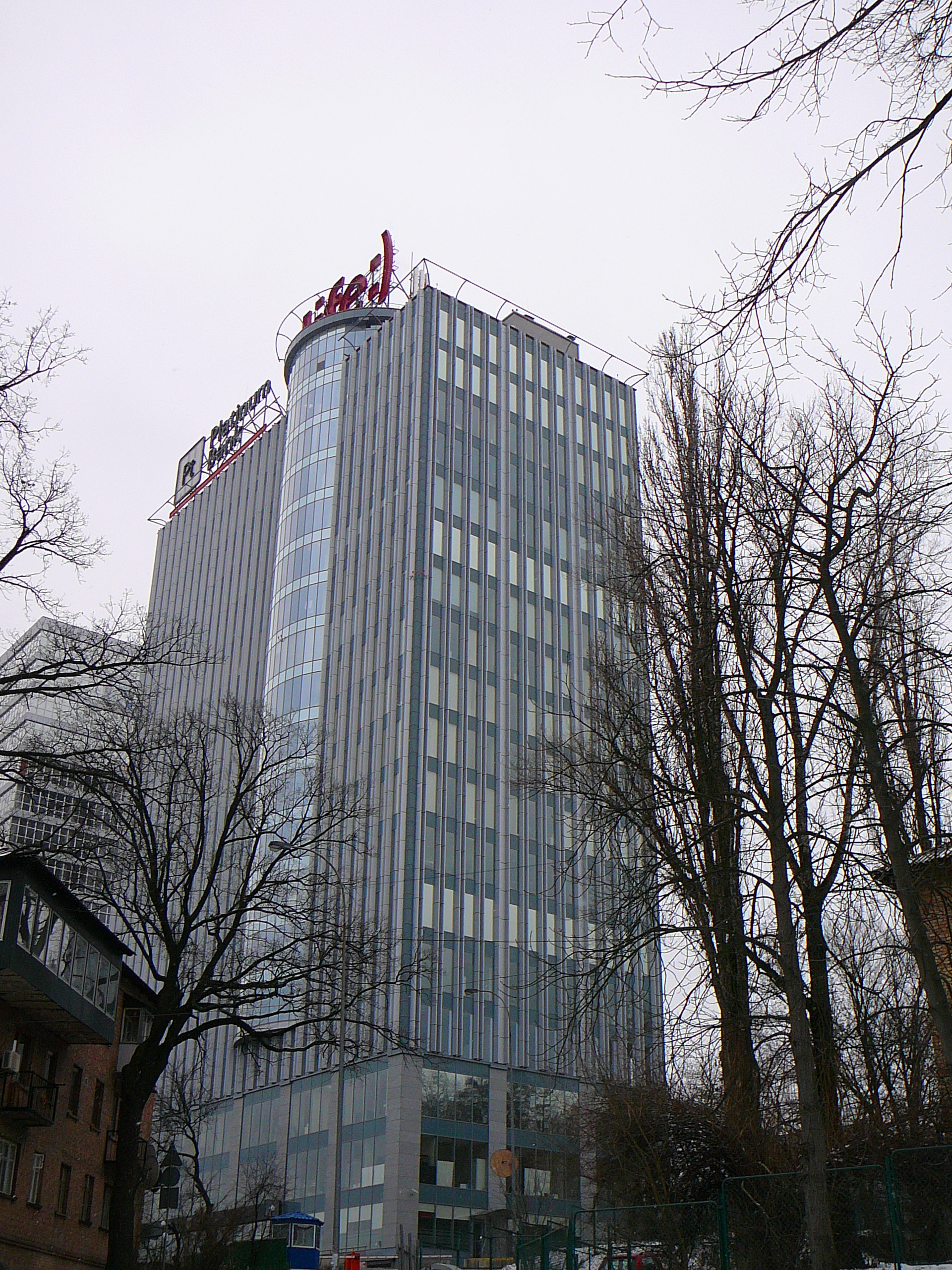
Вежа бізнес-центру «Горизонт Парк», вул. Миколи Амосова, 12
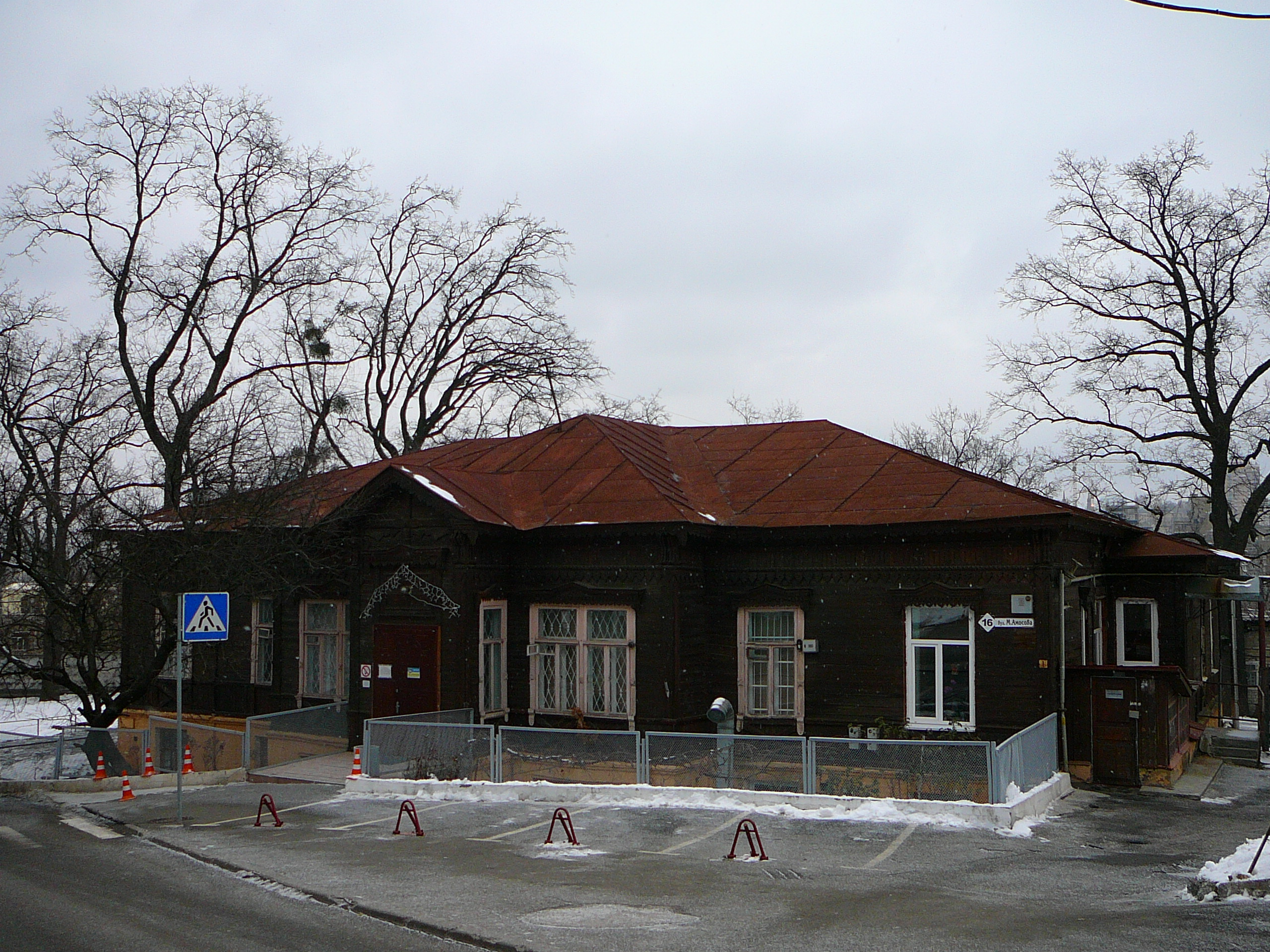
Дерев'яний будинок кінця XIX — початку XX ст.по вул. Миколи Амосова, 16
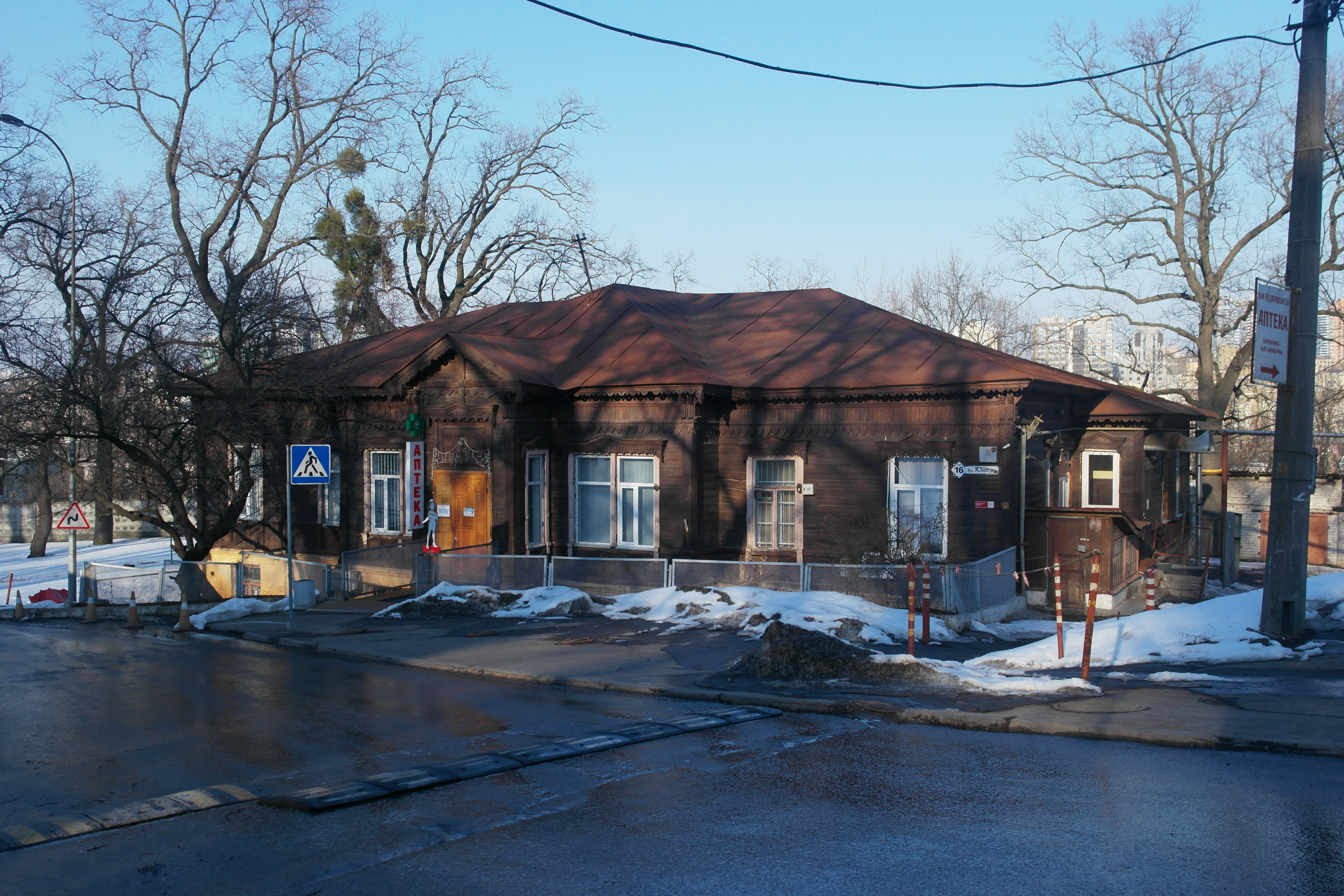
Дерев'яна споруда комплексу Бактеріологічного інституту, Київ, вул. Миколи Амосова, 16, зараз аптека
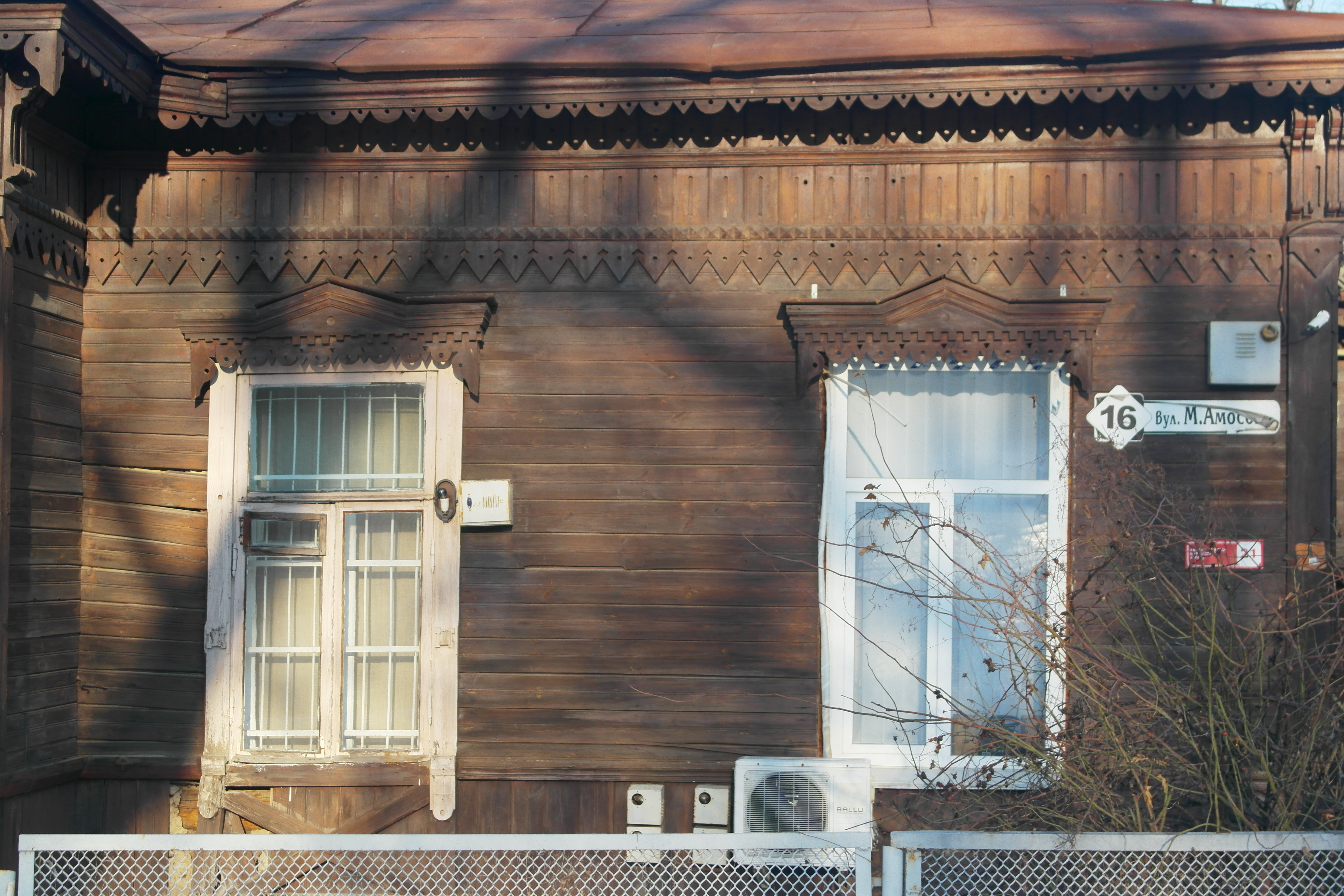
Дерев'яна споруда комплексу Бактеріологічного інституту, Київ, вул. Миколи Амосова, 16, зараз аптека
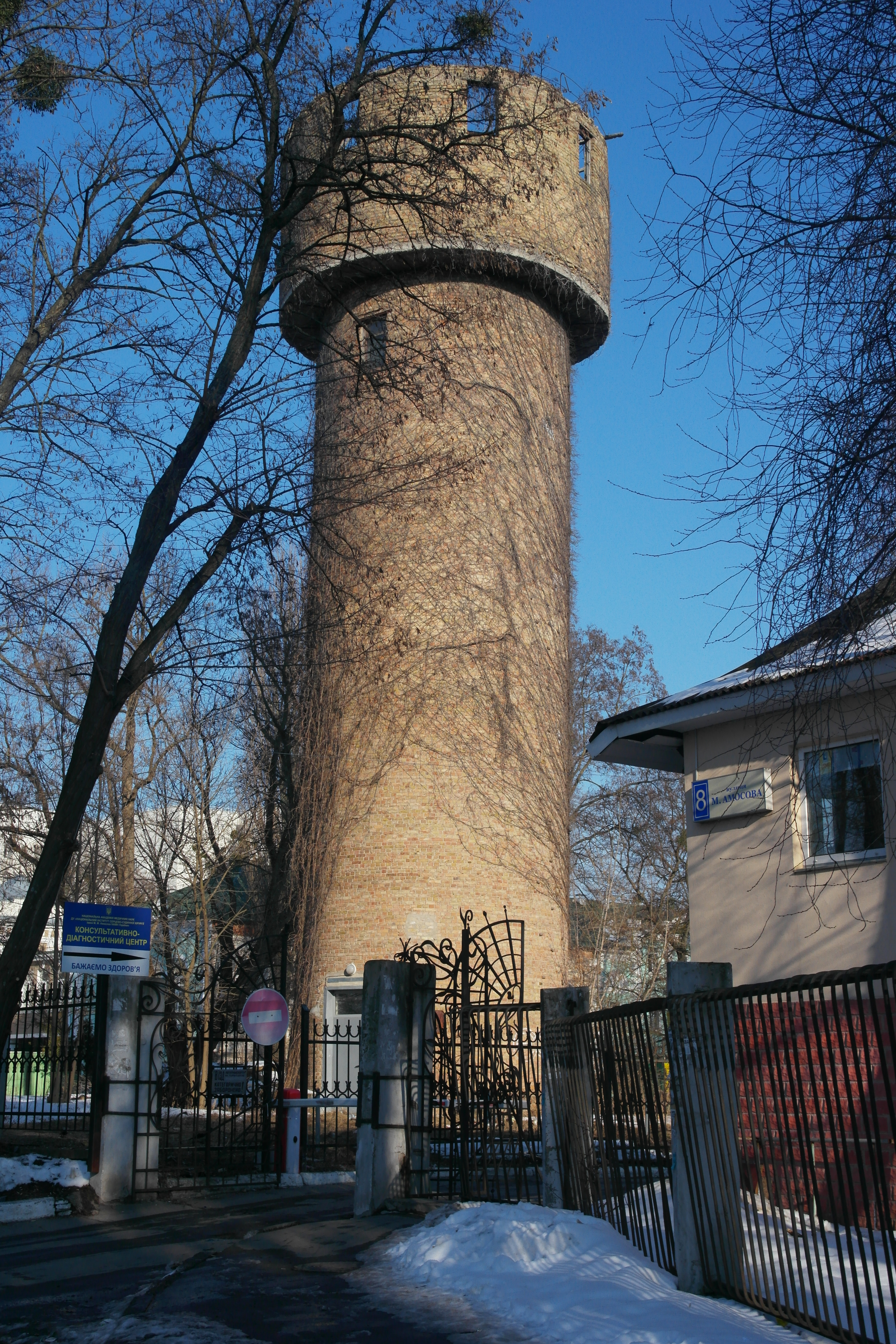
Водогіння вежа по вул. Миколи Амосова

## Об'єкти природно-заповідного фонду

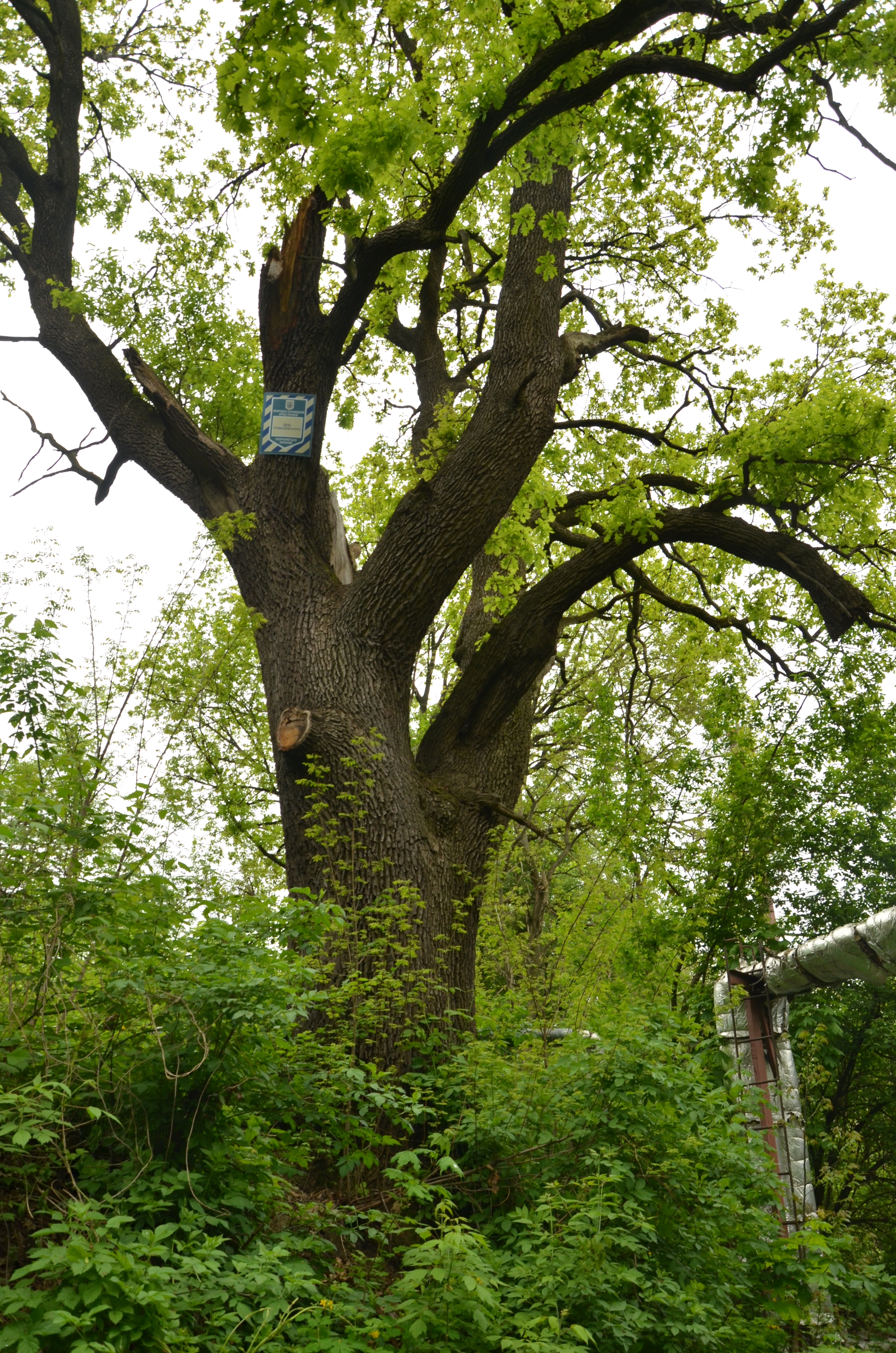
Дуб Громашевського біля Інституту епідеміології та інфекційних хвороб ім. Л. В. Громашевського НАМН України, вул. Миколи Амосова, 5
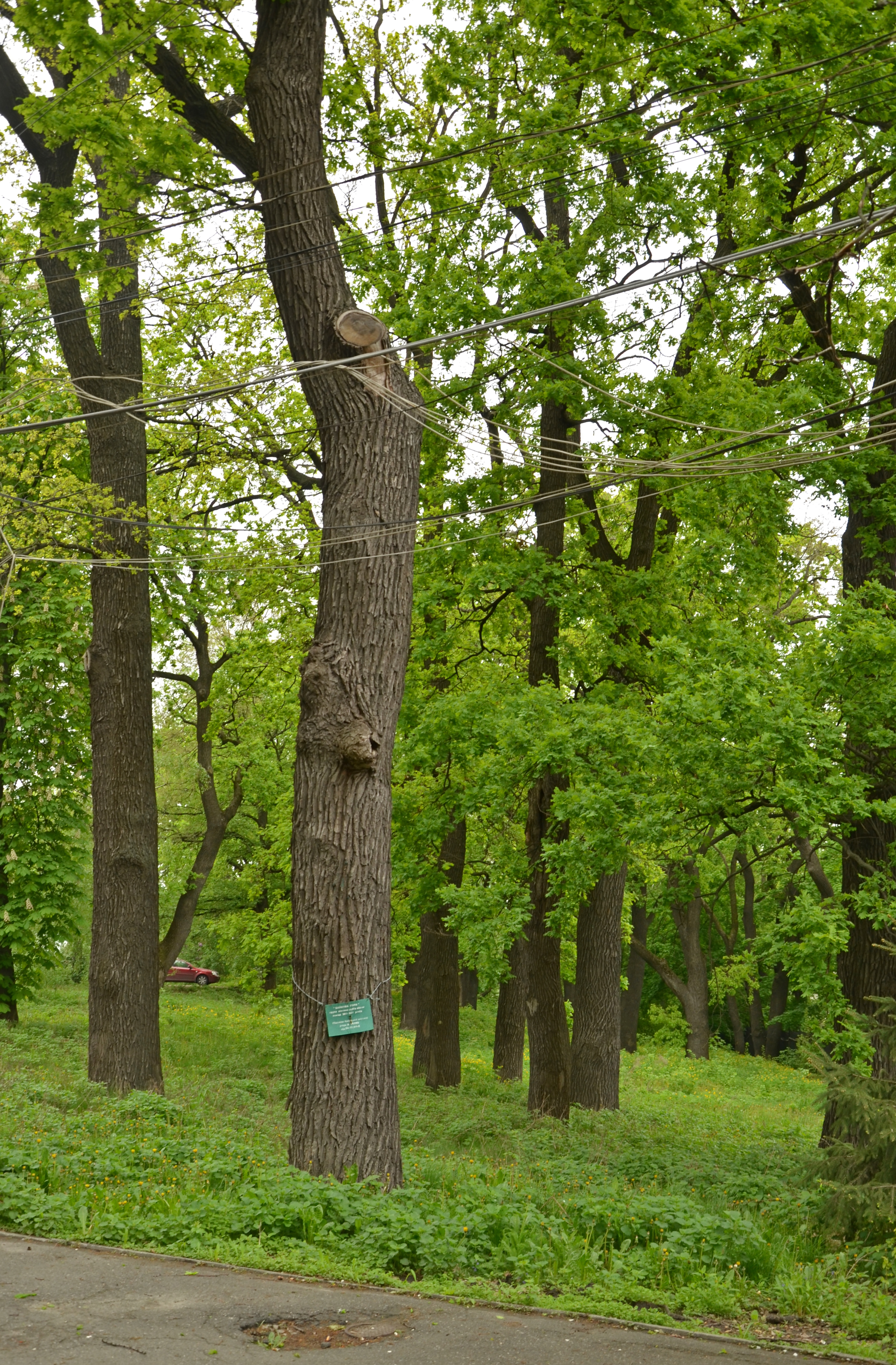
Пам'ятка природи ботанічна Байкова гора
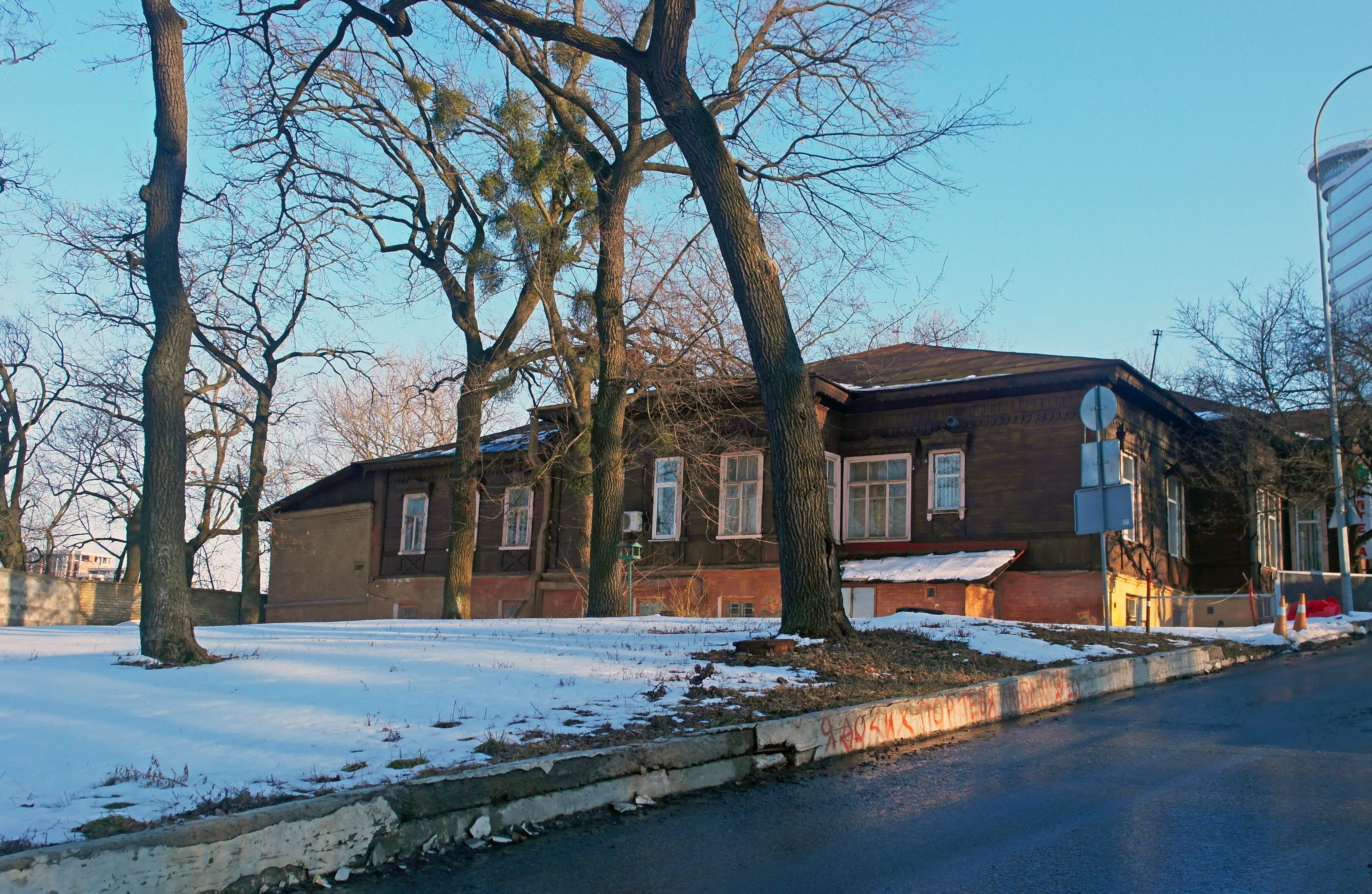
Пам'ятка природи ботанічна Байкова гора